# جو غاتي
جو غاتي (بالإنجليزية: Joe Gatti)‏ (12 أبريل 1967 بمونتريال في كندا - ) هو ملاكم أمريكي.

## إحصائيات
خاض خلال مسيرته 38 نزالا، فاز في 30 ولم يتعادل وخسر في 8. فاز بالضربة القاضية في 22 نزالا.

## روابط خارجية
- جو غاتي على موقع بوكس ريك (الإنجليزية) (registration required)